# نولان توماس
نولان توماس (بالإنجليزية: Nolan Thomas)‏ هو مغني أمريكي، ولد في 24 أغسطس 1966.